# Јохан Хајнрих Фисли
Хенри Фјузели (7. фебруар 1741 — 16. април 1825) био је швајцарски и британски сликар, цртач и писац о уметности, познат по делима инспирисаним натприродним и фантастичним темама.

## Биографија
Фјузели је рођен у Цириху као други од осамнаесторо деце у породици Јохана Каспара Фјузелија, портретисте и аутора књиге о швајцарским сликарима. Првобитно је студирао теологију и рукоположен је 1761. године, али је због политичких прилика напустио Швајцарску и преко Берлина отишао у Лондон 1764. године. На препоруку Џошуе Рејнолдса потпуно се посветио уметности и 1770–1778. боравио у Италији, где је усавршавао стил под утицајем Микеланђела.

## Рад и утицај
Фјузели је познат по сликама са натприродним мотивима, као што је чувено дело Ноћна мора (1781), које је излагао у Детроит институту уметности. Његова дела често приказују сцене из Шекспира и Милтона, а био је и професор и чувар Краљевске академије уметности у Лондону. Његов стил одликују драматичне позе, снажне емоције, експресивна употреба светлости и сенке, као и склоност ка фантастичном и еротском изразу. Значајно је утицао на млађе британске уметнике, укључујући Вилијама Блејка.

## Писани рад
Поред сликарства, Фјузели је био и плодан писац. Познат је по циклусима предавања у Краљевској академији, преводима и есејима о физиономији и историји уметности, као и по сарадњи са Јоханом Лаватером на књизи Афоризми о човеку.

## Лични живот
Фјузели се 1788. оженио Софијом Ролинс, која му је често била модел. Преминуо је 1825. у Лондону и сахрањен у крипти катедрале Светог Павла.

## Наслеђе
Фјузели је оставио више од 200 слика и око 800 цртежа, а његова дела се чувају у водећим светским музејима. Сматра се једним од најзначајнијих представника романтизма и претечом уметничког истраживања подсвести и фантастике.